# كأس الإنتركونتيننتال 1973
كأس الإنتركونتيننتال 1973 (بالإنجليزية: 1973 Intercontinental Cup) هو الموسم 14 من  كأس الإنتركونتيننتال. أقيم بتاريخ 28 نوفمبر 1973، وفاز فيه إنديبندينتي.